# Mikołaj Tavelić
Mikołaj Tavelić, właśc. Nikola Tavelić (ur. ok. 1340 w Szybeniku, zm. 14 listopada 1391 w Jerozolimie) – chorwacki franciszkanin, męczennik, misjonarz, święty Kościoła katolickiego.

## Życiorys
Zgodnie z Martyrologium rzymskim urodził się w Szybeniku w środkowej Dalmacji w Chorwacji; niektóre źródła podają miejscowość Stankovci. W 1365 wstąpił do zakonu franciszkanów, a następnie, na skutek prośby Grzegorza XI udał się do Bośni jako duszpasterz. Tam przez 12 lat skutecznie szerzył naukę o Chrystusie. W 1384 udał się wraz z trzema współbraćmi do Ziemi Świętej na misje, gdzie opiekował się miejscami kultu oraz przybywającymi pielgrzymami. 11 listopada 1391 udał się wraz z pozostałymi misjonarzami do muzułmańskiego meczetu w Jerozolimie, aby głosić słowo Boże. Brutalnie pobici zostali zaprowadzeni przed sąd (kadi), który skazał zakonników na śmierć. Wyrok został wykonany 14 listopada niedaleko Bramy Dawida.

## Patronat
Jest patronem Chorwatów, czczony jako obrońca narodu.

## Dzień obchodów
Jego wspomnienie liturgiczne obchodzone jest 14 listopada.

## Proces beatyfikacyjny i kanonizacyjny
Kult Mikołaja Tavelicia był żywy już od momentu jego męczeńskiej śmierci, szczególnie w Szybeniku oraz w zakonie franciszkańskim.

W 1880 roku bp Antun Josip Fosco rozpoczął starania o beatyfikację. Nastąpiła ona dziewięć lat później, a dokonał jej dla diecezji Szybenik papież Leon XIII.
W 1898 roku kult błogosławionego Mikołaja zatwierdzono oficjalnie w zakonie franciszkańskim, a dwa lata później dla kościołów w Ziemi Świętej.
Uroczysta kanonizacja, w obecności 20 tysięcy pielgrzymów z Chorwacji, miała miejsce 21 czerwca 1970 roku w Rzymie. Dokonał jej papież Paweł VI.
Mikołaj Tavelić jest pierwszym świętym pochodzącym z Chorwacji.